# Констанция Кастильская, герцогиня Ланкастер
Конста́нция Касти́льская, герцоги́ня Ланкастер (1355—24 марта 1394) — претендентка на трон Кастилии и Леона после смерти её отца короля Педро I; супруга Джона Гонта, 1-го герцога Ланкастера, и мать королевы Кастилии и Леона Екатерины Ланкастерской.

## Происхождение
Констанция Кастильская родилась в 1354 году в Кастрохерисе и была второй из трёх дочерей короля Кастилии и Леона Педро I и его любовницы Марии Падильи. Будучи сильно привязанным к Марии Падилье, Педро I тайно женился на ней в 1353 году. Однако, летом того же года мать Педро и знать принудили молодого короля жениться на Бланке Бурбонской, которую Педро оставил вскоре после свадьбы ради Марии. Вплоть до смерти Бланки в 1361 году политические мотивы брака с ней требовали от Педро отрицания того факта, что он уже женат; несмотря на это, его отношения с Падильей продолжались, и она родила ему четверых детей.
Отец Констанции стал королём в возрасте шестнадцати лет, и первые годы его правления были омрачены противостоянием с инфантами Арагона и бастардами его покойного отца, которые обладали богатством и высокими титулами. Самым влиятельным из бастардов Альфонсо XI был Энрике Трастамарский, который дважды захватывал власть в стране. В 1369 году, после убийства её отца, организованного Энрике II, Констанция почти два месяца провела в осаждённой крепости Кармона, пока не была освобождена английскими войсками. Именно Констанция должна была унаследовать корону Кастилии, поскольку других, более легитимных наследников, Педро I не оставил: старшая из дочерей Педро I, Беатрис, монахиня монастыря Святой Клары в Тордесильясе, скончалась в том же году, что и отец; сын Педро от Падильи, Альфонсо, скончался в возрасте трёх лет через несколько месяцев после объявления его наследником; другие дети Педро были рождены от любовниц и умерли, не оставив потомства.

## Герцогиня Ланкастерская
21 сентября 1371 года в Рокфоре, недалеко от Бордо, Гиень, Констанция вышла замуж за четвёртого сына Эдуарда III, Джона Гонта, герцога Ланкастера. В Англию Констанцию сопровождала младшая сестра Изабелла, которая 11 июля 1372 года в возрасте около 17 лет вышла замуж за младшего брата Джона Гонта, Эдмунда Лэнгли; брак сестры Констанции, заключённый в Уолингфорде, был призван поддержать притязания Гонта на кастильскую корону.

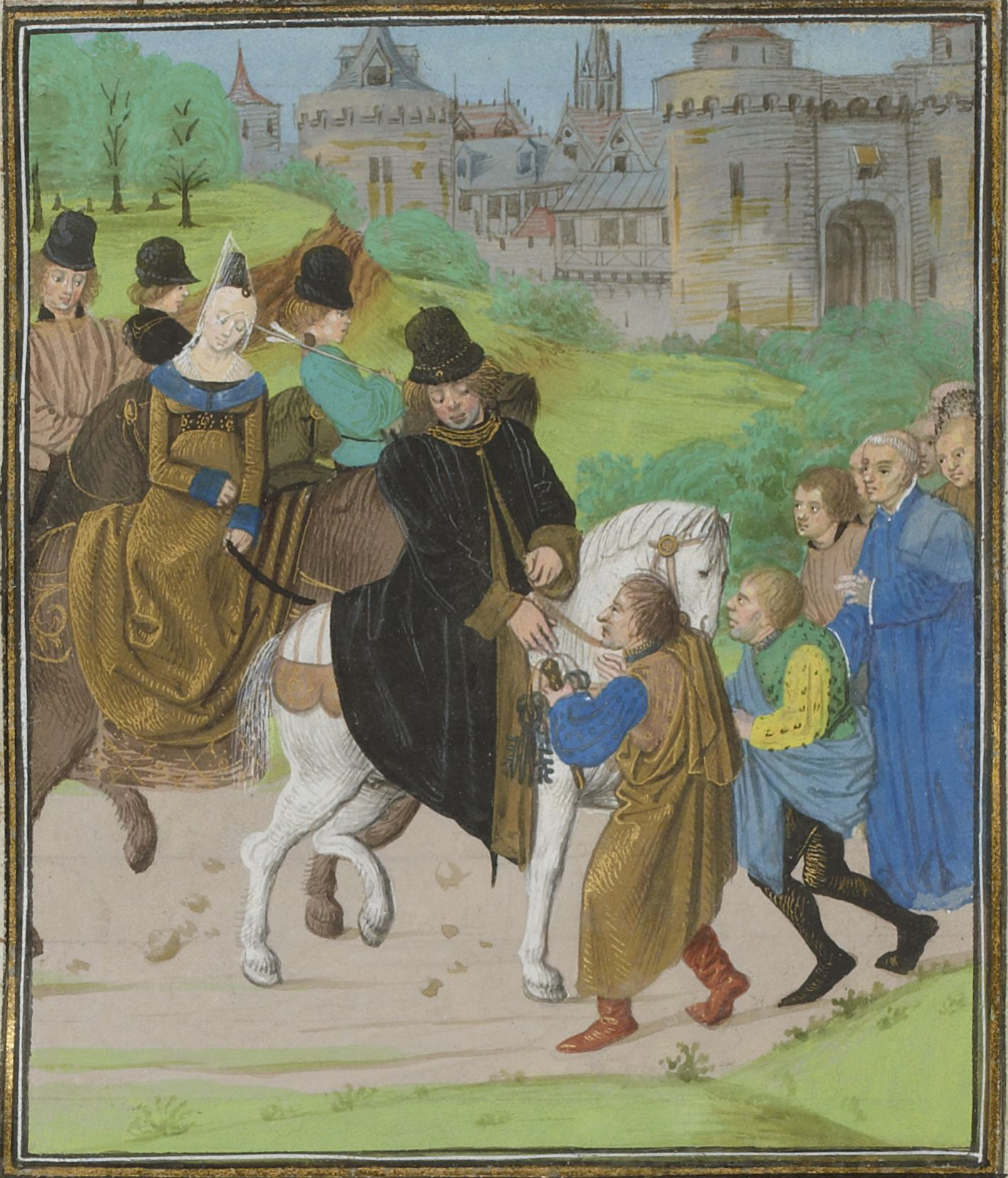
Капитуляция Сантьяго-де-Компостела. Хроники Фруассара. (Джон и Констанция на лошадях)

9 февраля 1372 года Констанция совершила торжественный въезд в Лондон как королева Кастилии; её сопровождали Эдуард Чёрный Принц и внушительный эскорт, состоявший из английских и кастильских слуг и сановников. Толпы людей собрались, чтобы увидеть, как она проезжает к Савойскому дворцу на Стрэнде, где она была торжественно принята мужем, который провозгласил себя королём Кастилии и Леона ещё 29 января.
На протяжении всей своей жизни Гонт пытался с оружием в руках реализовать свои притязания на кастильский престол, поскольку от короны Англии его отделяли племянник Ричард II и потомки его брата Лайонела Антверпа. Он провозгласил себя королём по праву жены и настаивал, чтобы английские придворные обращались к нему my lord of Spain, хотя он провалил все попытки заполучить реальную корону.
Воспользовавшись поражением Хуана I в битве при Алжубарроте в 1385 году, Гонт возобновил претензии жены на кастильскую корону, таким образом попытавшись втянуть Кастилию в Столетнюю войну. 9 мая следующего года Португалия заключила союз с Англией, и 25 июня Гонт высадился в Ла-Корунье вместе с Констанцией и их дочерью. Войска двинулись в сторону Галисии и разбили лагерь на зиму в Оренсе. Вместе с португальским королём Гонту удалось захватить Леон, но в дальнейшем войска были остановлены испанцами. В результате, между Хуаном с одной стороны и Гонтом и Констанцией с другой, был подписан мирный договор, по которому Констанция отказывалась от прав на Кастилию, а её дочь, Екатерина, должна была выйти замуж за старшего сына Хуана I, который стал королём Энрике III.
Кроме Екатерины у Констанции и Гонта был ещё сын Джон, скончавшийся в возрасте около года.
Констанция скончалась 24 марта 1394 года в Лестере и была похоронена в аббатстве Ньюарк, Лестершир.